# 馬斯菲尤恩
馬斯菲尤恩（挪威語：Masfjorden）是挪威的一個市镇，位於韦斯特兰郡，行政中心为馬斯菲尤德內斯村。市镇面积为556平方公里，人口数量为1,691人（2020年），人口密度为每平方公里3.3人。